# حوذان كاسيوسي
الحوذان الكاسيوسي (باللاتينية: Ranunculus cassius) نوع نباتي يتبع جنس الحوذان من الفصيلة الحوذانية. سمي نسبة إلى جبل الأقرع (كاسيوس حسب الاسم الروماني القديم) قرب كسب.

## الموئل والانتشار
موطنه الأصلي بلاد الشام.